# Sippenaeken
Sippenaeken, in het Nederlands ook gespeld als Sippenaken, is een dorp in de Belgische provincie Luik en een deelgemeente van Plombières. Tot de deelgemeente behoren tevens de gehuchten Beusdael, Terbruggen, Terhaegen en Terstraten.

## Geschiedenis
Tot de opheffing van het hertogdom Limburg hoorde Sippenaeken tot de Limburgse hoogbank Montzen. Net als de rest van het hertogdom werd Sippenaeken bij de annexatie van de Zuidelijke Nederlanden door de Franse Republiek in 1795 opgenomen in het toen gevormde departement Ourthe.
Bij de onafhankelijkheid van België inventariseerde geograaf Philippe Vandermaelen in dit dorp 45 woningen, een kerk, een watermolen, een brouwerij en een lagere school. Het kasteel van Beusdael stond leeg sinds vele jaren. Samen met Teuven waren er 902 inwoners die "Frans en Vlaams" (sic) spraken. Het inventaris omvat verder details over de natuurlijke omgeving, bodems, landbouwproductie en veestapel. Ook het wegennetwerk van toen is beschreven. De omschrijving door Vandermaelen geeft een interessante inkijk in het dagelijkse leven rond 1830. 
Sippenaeken werd in 1842 een zelfstandige gemeente, na afsplitsing van de gemeente Teuven. Tot 1884 werd er ten oosten van het dorp erts gewonnen vanuit de Mijnzetel van Plombières. In 1977 werd de gemeente samengevoegd met de buurgemeenten Gemmenich, Homburg, Montzen en Moresnet tot de huidige gemeente.

## Demografische ontwikkeling
- Bronnen:NIS, Opm:1831 tot en met 1970=volkstellingen; 1976 = inwoneraantal op 31 december

## Geografie
De deelgemeente Sippenaeken wordt begrensd door de Nederlandse grens in het noorden, de rivier de Geul in het oosten, de Banhagerbach in het zuiden en in het westen de gemeente Voeren. Het Beusdalbos ligt grotendeels binnen de deelgemeentegrenzen. Net over de grens in Nederland ligt Klein-Kuttingen.
De hoogte van de dorpskern van Sippenaeken bedraagt ongeveer 155 meter.
Ten noorden van Sippenaeken ontspringt de Elzeveldlossing, een zijrivier van de Geul.

## Bezienswaardigheden
- De Sint-Lambertuskerk, neoclassicistisch bouwwerk van 1840
- Het Kasteel van Beusdael, waarvan de oudste delen stammen uit de 14e en 15de eeuw
- Oude Molen, een voormalige watermolen op de Geul
- Molen van Terbruggen, een watermolen op de Geul, op de grens met Gemmenich
- Een monument opgericht voor de slachtoffers van 'de Draad', de elektrische grensafscheiding met het neutrale Nederland tijdens de Eerste Wereldoorlog, op de grens met Voeren
- Enkele wegkapellen, zoals de Sint-Rochuskapel (1907), OLV-van-Banneuxkapel (1955) en OLV-van-Syracusekapel (1963)
- De meest zuidelijke grenspaal van Nederland, op de weg vanuit de dorpskern naar kasteel Beusdael, ter hoogte van Hoeve de Eik

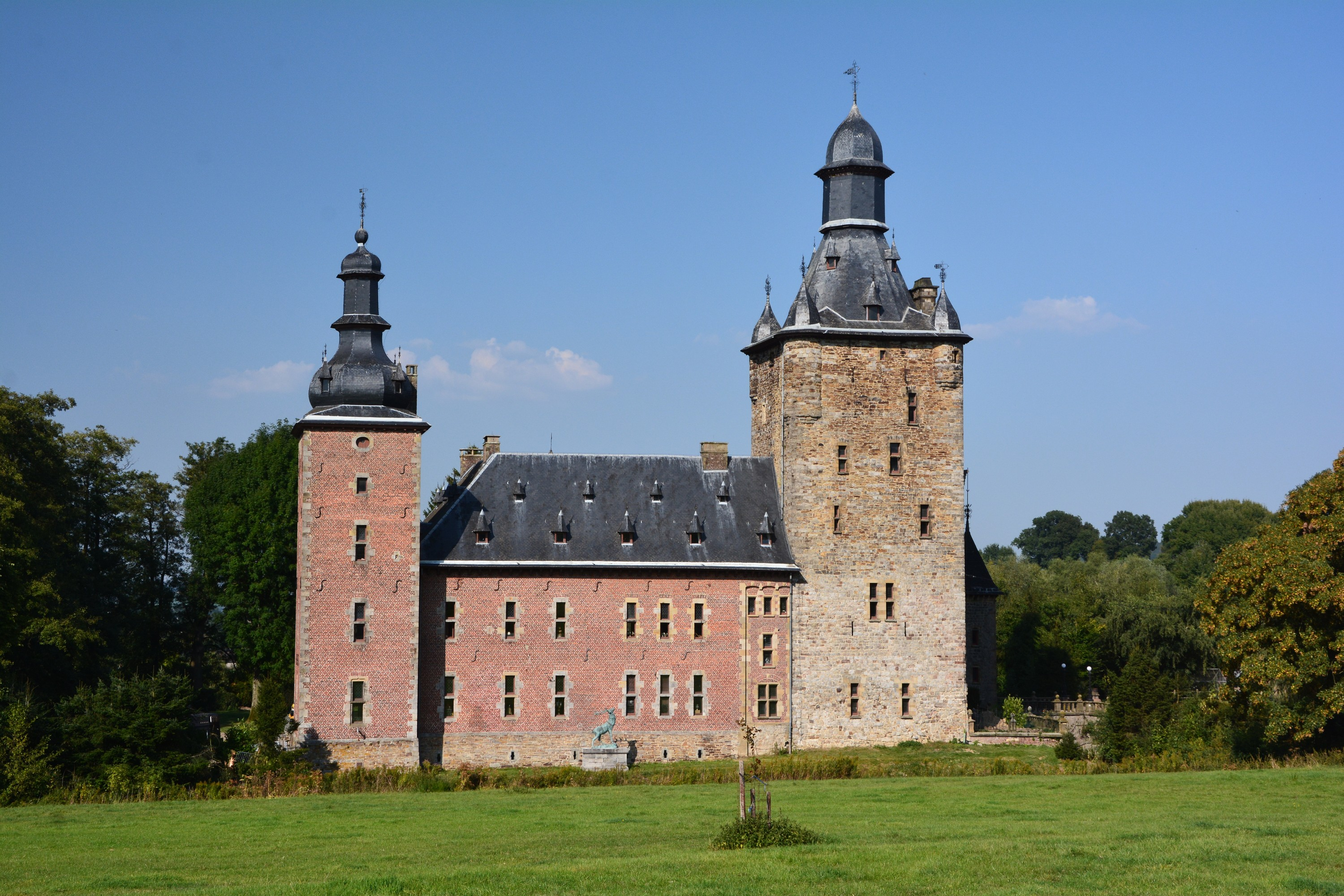
Kasteel van Beusdael
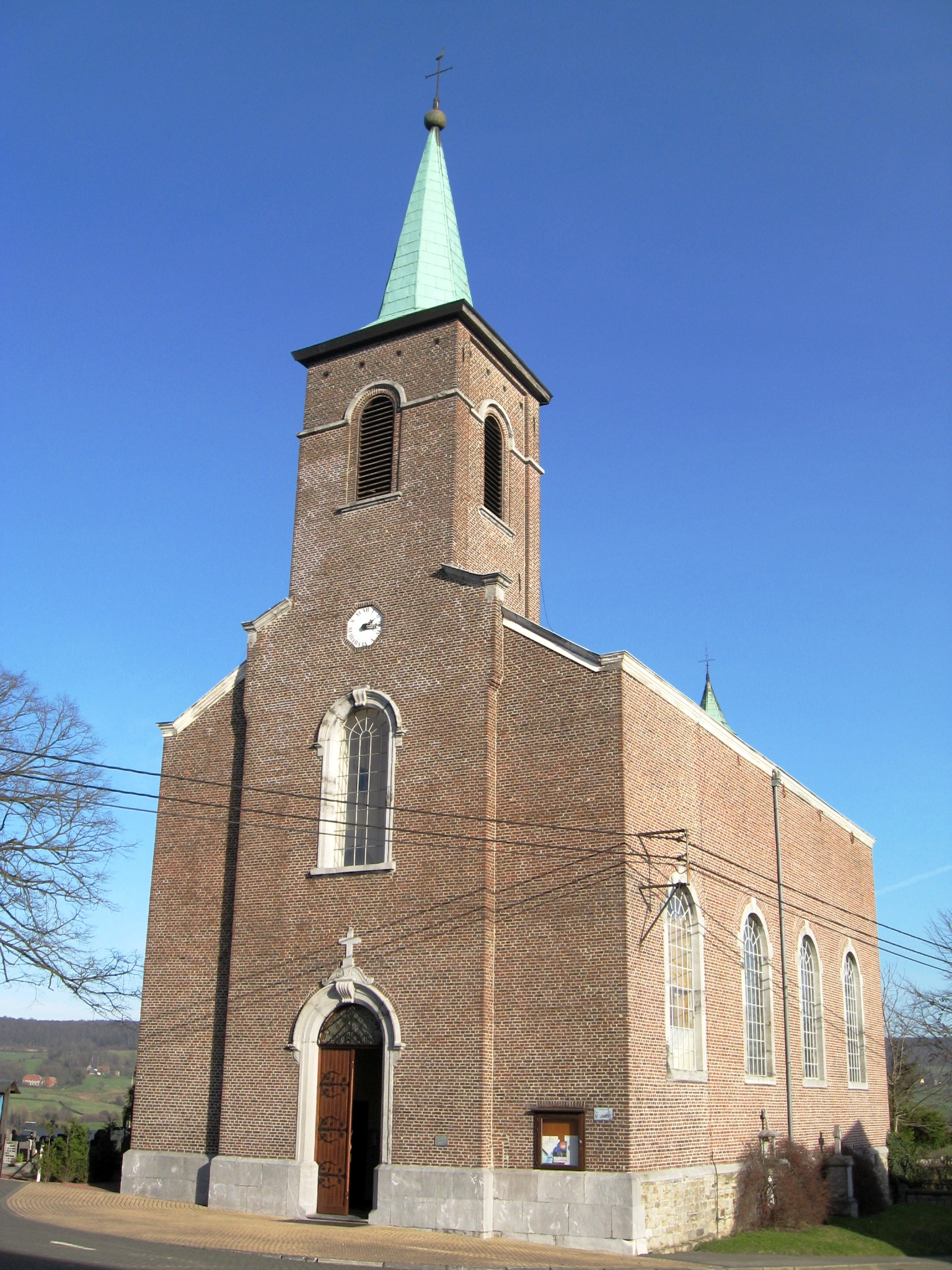
Sint-Lambertuskerk
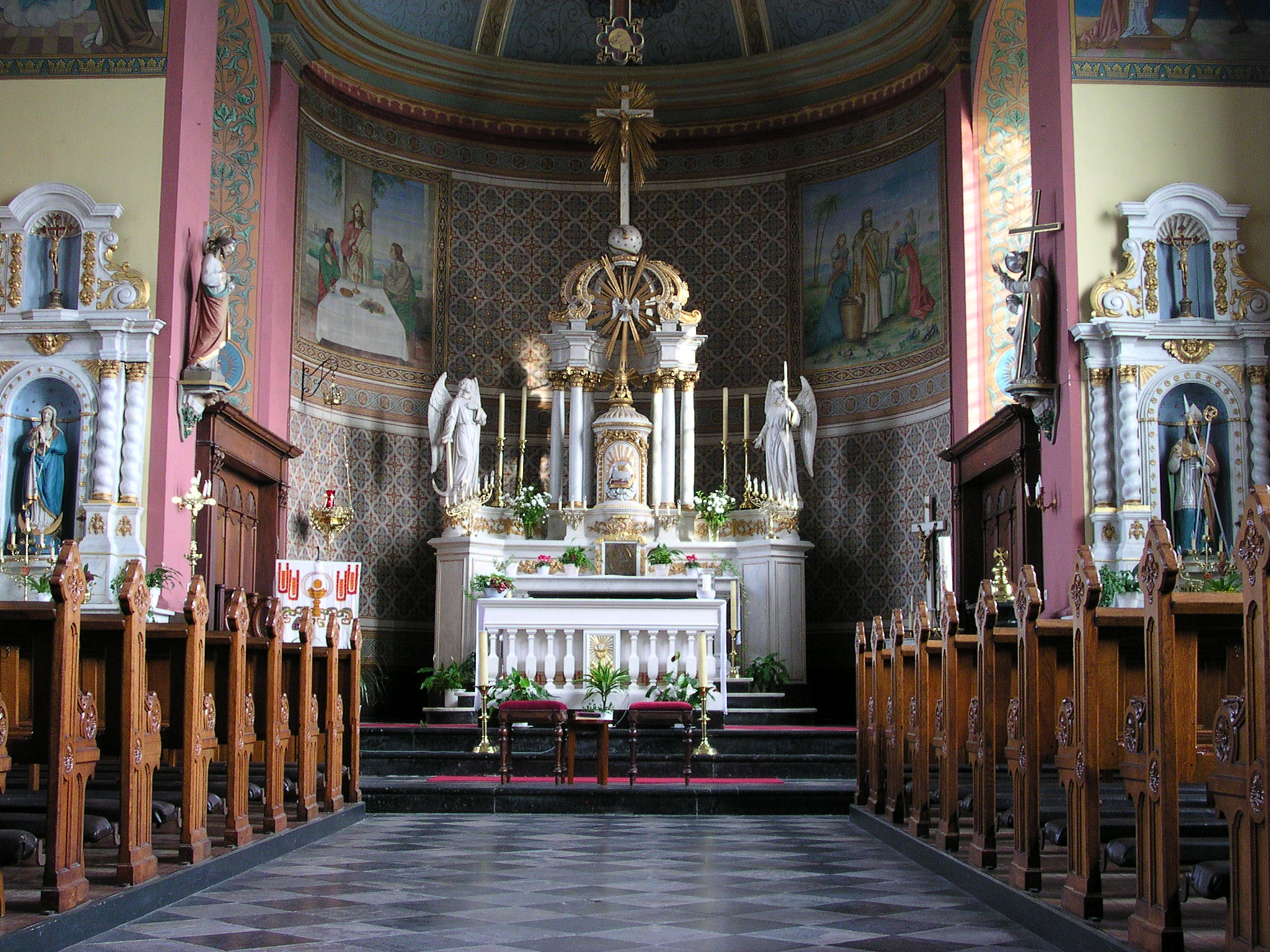
Interieur Sint-Lambertuskerk
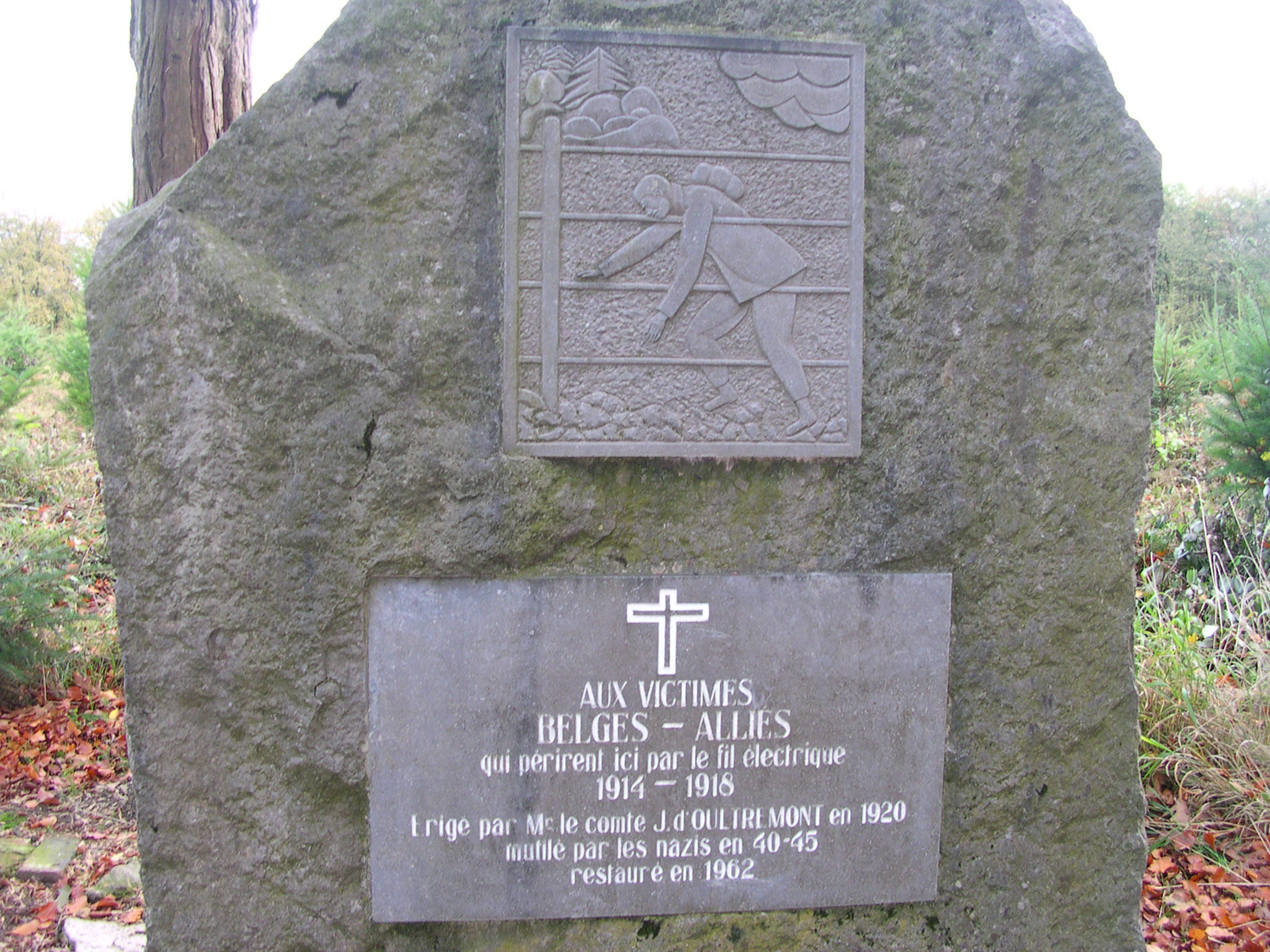
Draadmonument
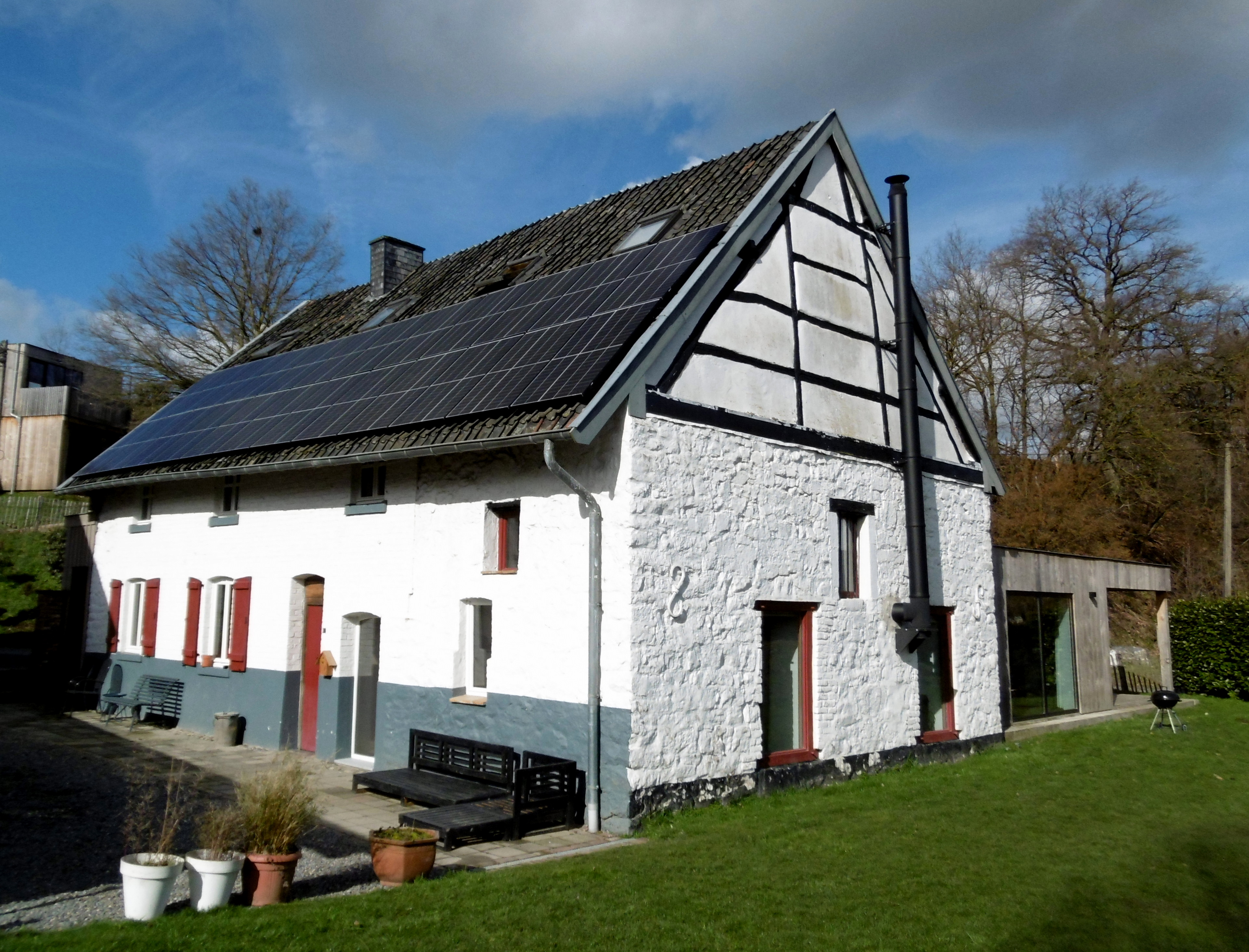
Oude Molen
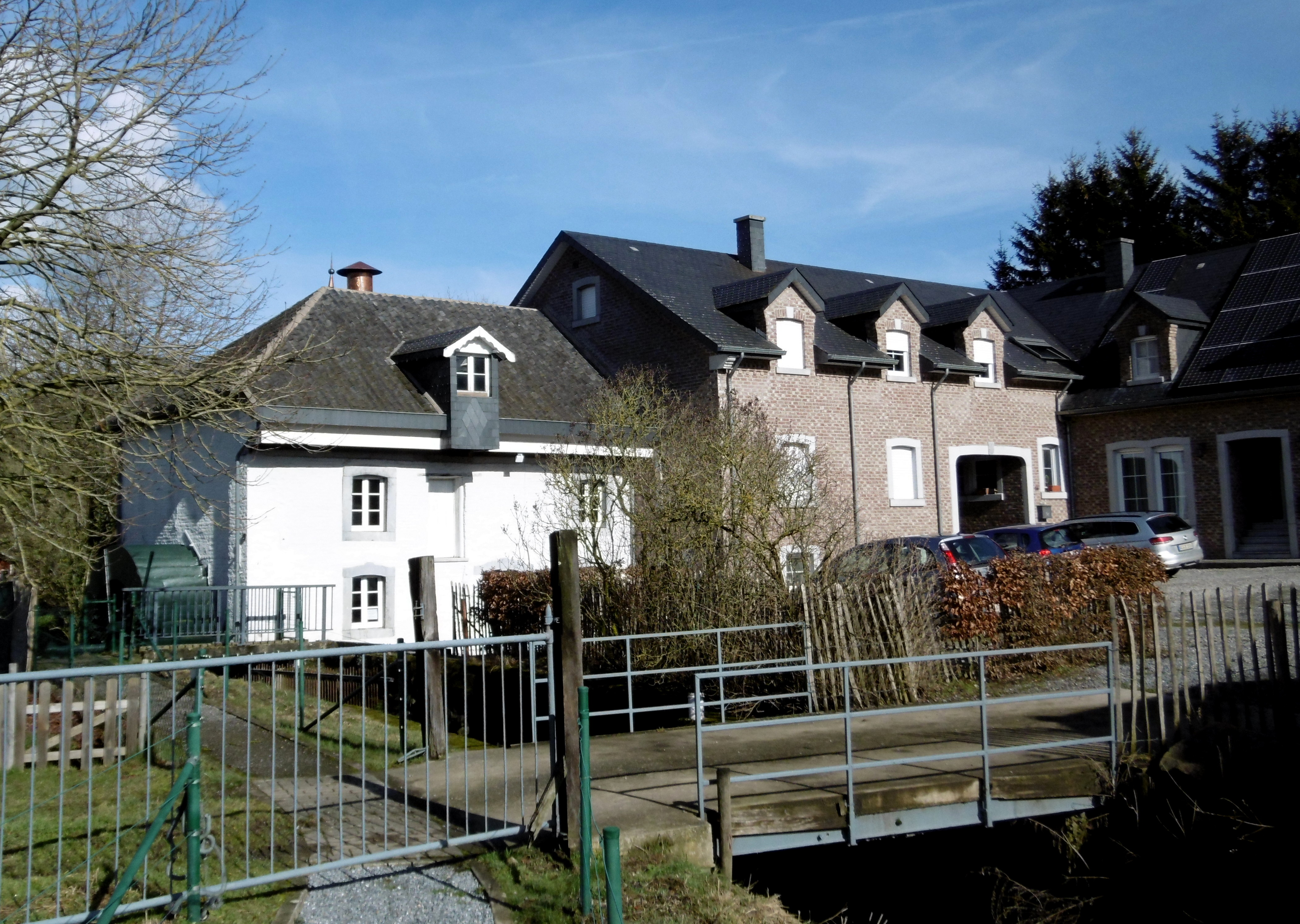
Molen van Terbruggen
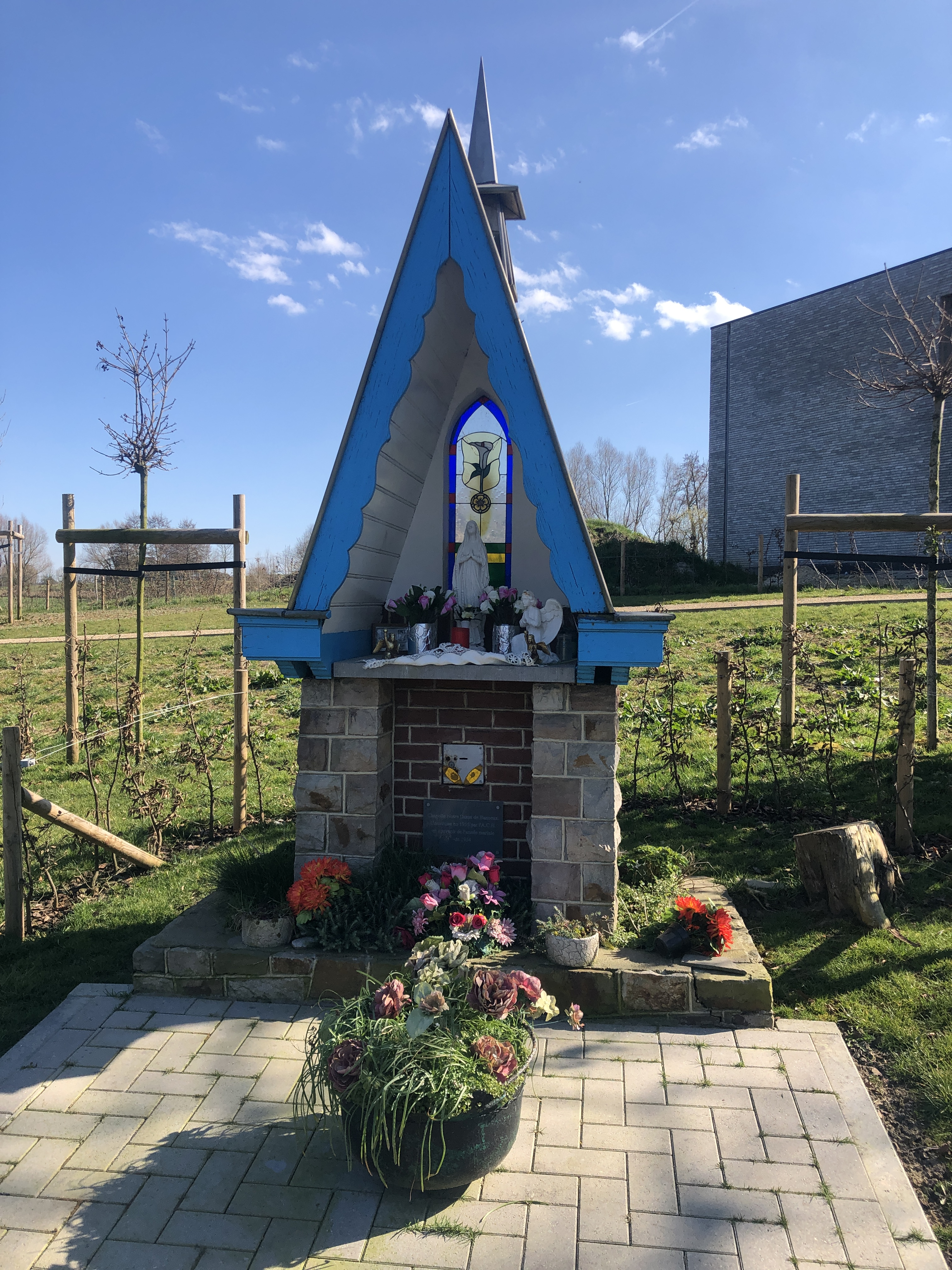
OLV-van-Banneuxkapel

## Cultuur

### Taal
Net als in de andere dorpen van de gemeente Plombières wordt ook in Sippenaeken Platdiets, een Nederlands/Duits (Limburgs-Ripuarisch) grensdialect gesproken dat de overgang vormt tussen het Limburgs en het Ripuarisch, waarbij het in Sippenaeken vooral Limburgse kenmerken heeft. Hierdoor en door de ligging in het taalgrensgebied van zowel het Nederlands, het Duits als het Frans hadden de inwoners in het verleden moeite zich tot sprekers van een van de drie standaardtalen te verklaren. Dit blijkt uit de tienjaarlijkse talentellingen in België: in 1846 gaf 49% aan Nederlands te spreken, 38% Duits en 13% Frans. In 1910 was dit veranderd in 61,9% Duits, 21,2% Frans en 16,9% Nederlands. In 1930 werd 45% Frans, 36% Duits en 19% Nederlands geteld. In 1947 tot slot zei 82% Frans, 15% Nederlands en 3% Duits te spreken. De uitkomsten werden grotendeels bepaald door voorkeur, willekeur en de gebeurtenissen in de Eerste en Tweede Wereldoorlog. Van verschillende taalgroepen was geen sprake, iedereen sprak het plaatselijke, Limburgse dialect. Desondanks kwam de gemeente op basis van de talentellingen aan Franse kant van de taalgrens terecht.
Hoewel onder de jongere Belgische bevolking het Frans steeds meer gesproken wordt, spreken de meeste autochtone Sippenaekers het plat uit de grensstreek, dat veel overeenkomst heeft met het Epense dialect.

### Sociale structuur
Door immigratie uit Nederland sinds de jaren negentig bestaat inmiddels een groot deel van de bevolking uit mensen met de Nederlandse nationaliteit. Beide horecabedrijven in het dorp hebben een Nederlandse eigenaar. De meeste Nederlanders nemen actief deel aan het ondanks het kleine inwonersaantal zeer bloeiende verenigingsleven, met een kerkkoor, een schutterij en een fanfare met koninklijk predicaat. Door de stijging van de grondprijzen boven het gemiddelde Belgische niveau en de vrijgave van veel landbouwgronden als bouwgrond zal het aandeel Nederlanders vermoedelijk verder toenemen.
Door het jaar heen worden een aantal dorpsfeesten gevierd. Zo is er in het eerste weekeinde van augustus het Koningsschieten, tijdens welke schietwedstrijd de nieuwe schutterskoning wordt gekroond. In het laatste weekeinde van augustus vindt de jaarlijkse kermis plaats.
In 1990 werd in Sippenaeken een deel van de Nederlandse speelfilm Kracht van regisseur en scenarioschrijfster Frouke Fokkema opgenomen, waarin ook de plaatselijke fanfare een rol kreeg toebedeeld.

## Nabijgelegen kernen
Plombières, Homburg, Aubel, Hagelstein, Epen